# Soho (Midlands de l'Ouest)
Soho est une petite ville anglaise située dans le centre de Birmingham et à Smethwick, à environ 3 km au nord-ouest du centre-ville de Birmingham sur l'A41. Le nom est une abréviation de South House, indiquant qu'elle était située au sud de Handsworth. La section de l’A41 séparant Handsworth de Winson Green est connue sous le nom de Soho Road.
Soho s’est considérablement développée au 19e siècle avec la construction de nombreuses maisons et usines, et l’immigration en provenance du Commonwealth s’est concentrée dans ces maisons au cours des années 1950 et 1960. La plupart des immigrants qui se sont installés à Soho étaient d'origine indienne.
Le conseil municipal a ensuite procédé à la construction de logements au cours des années 1960 et 1970.
Soho tombe en partie dans le quartier Soho de la ville de Birmingham et en partie dans les quartiers Soho et Victoria du Borough of Sandwell.

## Source
- (en) Cet article est partiellement ou en totalité issu de l’article de Wikipédia en anglais intitulé « Soho, West Midlands » (voir la liste des auteurs).